# Liste der Bodendenkmale in Westertimke
In der Liste der Bodendenkmale in Westertimke sind alle Bodendenkmale der niedersächsischen Gemeinde Westertimke aufgelistet. Die Quelle ist der Denkmalatlas Niedersachsen. 
Der Stand der Liste ist der 2. Dezember 2024.
Allgemein

Westertimke im Landkreis Rotenburg (Wümme)

In den Spalten finden sich folgende Informationen des Bodendenkmales:
LageGeographische Koordinaten.
BezeichnungBezeichnung lt. Denkmalatlas.
BeschreibungBeschreibung lt. Denkmalatlas.
IDObjekt-ID.
BildBild, ggf. zusätzlich mit Link zu weiteren Fotos im Medienarchiv Wikimedia Commons.

## Westertimke
| Lage                       | Bezeichnung               | Beschreibung | ID       | Bild |
| -------------------------- | ------------------------- | --- | -------- | ---- |
| 53° 14′ 58″ N, 9° 6′ 33″ O | Westertimke 3, Grabhügel  | Durchmesser ca. 17 m und Höhe ca. 1 m. Zahlreiche Tierbauten. In Nordost-Südwest-Richtung schwach erkennbar Pflugspuren. 1939 Flintabschlag gefunden.                                                                                         | 28974247 | BW   |
| 53° 14′ 55″ N, 9° 6′ 33″ O | Westertimke 4, Grabhügel  | Durchmesser ca. 23 m und Höhe ca. 1,6 m. Rund mit deutlich abgesetztem Rand, mit abgeflachter Kuppe, in deren Mitte mehrere Mulden zu erkennen sind. Am Nord-Rand eine Fahrspur.                                                              | 28974248 | BW   |
| 53° 15′ 3″ N, 9° 7′ 47″ O  | Westertimke 12, Grabhügel | Durchmesser ca. 9 m und Höhe ca. 0,15 m. Rundlich, kaum erkennbar. Zugewachsene Eingrabungsmulde. | 28974622 | BW   |
| 53° 15′ 2″ N, 9° 7′ 46″ O  | Westertimke 13, Grabhügel | Durchmesser ca. 13 m und Höhe ca. 0,8 m. Rundlich, ebenmäßig gewölbt, Rand deutlich abgesetzt. In der Mitte Eingrabungsmulde. Am West-Rand kopfgroße Steine.                                                                                  | 28974623 | BW   |
| 53° 14′ 57″ N, 9° 6′ 31″ O | Westertimke 66, Grabhügel | Durchmesser ca. 10 m und Höhe ca. 0,3 m. Annähernd rund mit flach auslaufenden Rändern. Im mittleren und westlichen Bereich zerfurcht und eingekuhlt; kaum noch erkennbar. In zentraler Mulde ist ein Stein von ca.30 × 20 cm Größe sichtbar. | 28973744 | BW   |